# Krysten Ritter
Pour les articles homonymes, voir Ritter.
Krysten  Ritter [ˈkɹɪstɛn ˈɹɪtɚ], née le 16 décembre 1981 à Bloomsburg, en Pennsylvanie,  est une actrice et écrivaine américaine.
Elle est connue pour avoir incarné Jessica Jones dans la série télévisée homonyme (2015-2019).

## Biographie

### Jeunesse et formation
Krysten Alyce Ritter [ˈkɹɪstɛn ˈælɪs ˈɹɪtɚ] est née à Bloomsburg, dans l'État de Pennsylvanie. Elle est la fille de Kathi Taylor et Gary Ritter. Elle a été élevée dans une ferme à Shickshinny, avec sa mère, son beau-père et sa sœur. Son père vivait à proximité de Benton. Elle est diplômée de la Northwest Area High School, en 2000.
Elle commence sa carrière médiatique en tant que mannequin dès l'âge de 15 ans.

### Progression à Hollywood (années 2000)
Après une poignée d'apparitions entre 2001 et 2005 dans des productions diverses, elle rejoint la série acclamée néo-noire Veronica Mars, pour un personnage récurrent de lycéenne qu'elle incarne durant la seconde saison. Repérée pour son jeu vif et impertinent, elle continue dans d'autres séries destinées à un public pour adolescents : d'abord la nouveauté The Bedford Diaries, néanmoins arrêtée au bout d'une saison, aussi dans la série de Gilmore Girls.
Elle s'aventure ensuite sur le terrain de la comédie en 2007, en incarnant un personnage récurrent dans la sitcom Pour le meilleur et le pire ('Til Death). Elle continue à investir le genre au cinéma, dans des comédies cette fois romantiques, où elle hérite souvent du rôle de la meilleure amie cynique de l’héroïne : comme en 2008 dans 27 Robes, en 2009 pour Confessions d'une accro au shopping, ou encore en 2010 avec Trop belle !.

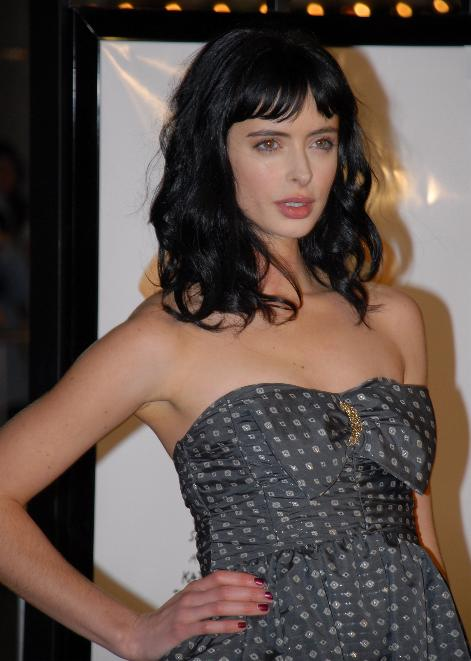
Krysten Ritter à la première de 27 Robes, en 2008.

C'est bien vers la télévision qu'elle se tourne pour retrouver des rôles plus développés : elle décroche d'abord son premier rôle régulier dans la web-comédie Woke Up Dead (en), en 2009 ; écrit et vend un pilote basé sur son expérience de mannequin, Model Camp ; puis fait partie du projet avorté Valley Girl, série dérivée de la populaire fiction pour adolescents Gossip Girl. Finalement, c'est un rôle récurrent qui la lance définitivement : celui de la torturée Jane Margolis dans l'acclamée série dramatique Breaking Bad, le temps de 10 épisodes diffusés entre 2009 et 2010.

### Révélation (années 2010)

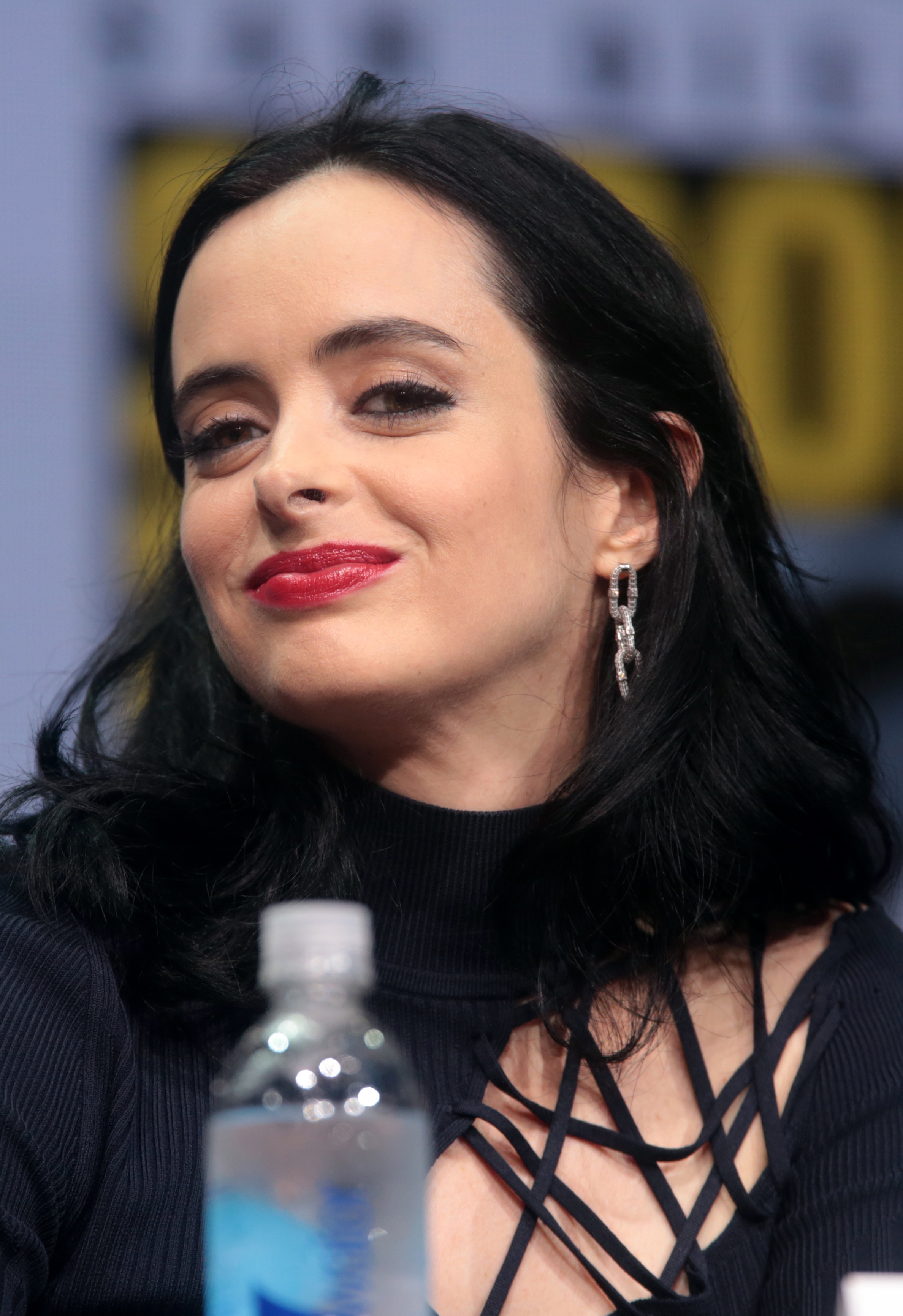
Krysten Ritter au Comic-Con de San Diego 2017 pour la promotion de Jessica Jones.

La comédienne essaye alors de se diversifier, tout en accédant à des rôles plus importants : elle fait partie de la distribution régulière de l'éphémère série fantastique Gravity en 2010, puis tient les rôles principaux d'une poignée de longs-métrages indépendants : les comédies potaches BuzzKill et How to Make Love to a Woman ; les comédies dramatiques Killing Bono, Refuge et Life Happens ; puis est dirigée par Amy Heckerling dans la comédie horrifique Vamps. Tous ces films sortent en l'espace de trois ans.
C'est cependant à la télévision qu'elle se distingue de nouveau : en 2012, elle joue le rôle-titre de la décalée sitcom Don't Trust the B---- in Apartment 23. La série parvient à générer un succès critique croissant, qui lui vaut une seconde saison. Mais le programme est finalement arrêté, faute d'audiences.
En 2014, elle apparaît dans quelques films - le Big Eyes de Tim Burton, et l'indépendant Listen Up Philip - et est invitée à participer à un épisode de la très suivie série policière The Blacklist. Elle retrouve également la bande de Veronica Mars, pour un long-métrage réunion co-écrit et réalisé par le créateur de la série, Rob Thomas.
Mais c'est l'année 2015 qui lui permet de confirmer : elle est en effet choisie pour porter la série dérivée de l’univers cinématographique Marvel produite par Marvel Studios pour la plateforme Netflix, Jessica Jones. Elle y prête donc ses traits à Jessica Jones, super-héroïne lui permettant de renouer avec un univers noir et torturé,,, cinq ans après Breaking Bad. Elle défend ce rôle durant trois saisons mais également pour la mini-série marquant la réunion des héros des séries Marvel sur Netflix, The Defenders.

### Activités diverses
Krysten Ritter a monté un groupe de rock expérimental intitulé Ex Vivian, dont elle a écrit et joué les compositions. Ce groupe a eu une diffusion confidentielle.
Elle milite également pour les droits des animaux et a posé pour une campagne publicitaire de l'association PETA en 2013, qui avertissait les propriétaires d'animaux sur les dangers de laisser des chiens dans les voitures pendant l'été.

### Vie privée
En 2009, elle a été en couple avec l'acteur Ivan Sergei puis de 2011 à 2013, avec l'acteur Brian Geraghty.
Depuis août 2014, elle est en couple avec le musicien Adam Granduciel. Elle apparaît enceinte aux Oscars en février 2019. Le couple a accueilli un garçon le 29 juillet 2019.

## Filmographie

### Cinéma

#### Longs métrages
- 2002 : Garmento de Michele Maher : Une mannequin
- 2003 : The Look de David Sigal : Mara
- 2003 : Le Sourire de Mona Lisa (Mona Lisa Smile) de Mike Newell : Une étudiante de l'histoire de l'art
- 2005 : Slingshot (en) de Jay Alaimo : Beth
- 2007 : Toi, moi... et mon chien (Heavy Petting) de Marcel Sarmiento (en) : Une spectatrice
- 2008 : The Last International Playboy (en) de Steve Clark : Ozzy
- 2008 : 27 Robes (27 Dresses) d'Anne Fletcher : Gina
- 2008 : Jackpot de Tom Vaughan : Kelly
- 2009 : Confessions d'une accro au shopping (Confessions of a Shopaholic) de P.J. Hogan : Suze Cleath-Stuart
- 2010 : Trop belle ! (She's Out of My League) de Jim Field Smith : Patty
- 2010 : How to Make Love to a Woman de Scott Culver : Lauren Baker
- 2011 : Margaret de Kenneth Lonergan : une fille faisant du shopping
- 2011 : Trois colocs et un bébé (Life Happens) de Kat Coiro : Kim
- 2011 : Killing Bono de Nick Hamm : Gloria
- 2012 : Vamps de Amy Heckerling : Stacy
- 2012 : Refuge de Jessica Goldberg : Amy
- 2012 : BuzzKill de Steven Kampmann : Nicole
- 2014 : Veronica Mars de Rob Thomas : Gia Goodman
- 2014 : Search Party de Scot Armstrong (en) : Christy
- 2014 : Listen Up Philip de Alex Ross Perry : Mélanie Zimmerman
- 2014 : Big Eyes de Tim Burton : DeeAnn[11]
- 2014 : Asthma (en) de Jake Hoffman : Ruby
- 2017 : The Hero de Brett Haley : Lucy Hayden
- 2019 : El Camino : Un film Breaking Bad de Vince Gilligan : Jane Margolis
- 2021 : Les Pages de l'angoisse (Nightbooks) de David Yarovesky : Natacha, la sorcière
- 2024 : Sonic 3, le film : capitaine Rockwell

#### Courts métrages
- 2002 : Freshening Up : Une fille sur le canapé
- 2009 : Glock de Tom Everett Scott : Beretta

### Télévision

#### Séries télévisées
- 2004 : Whoopi : Bryn
- 2004 : New York, police judiciaire (Law & Order) : Tracy Warren
- 2004 : Tanner on Tanner (en) : une vendeuse
- 2004 : On ne vit qu'une fois (One Life to Live) : Kay
- 2005 : Jonny Zéro : Quinn
- 2005-2006 : Veronica Mars : Gia Goodman
- 2006 : The Bedford Diaries : Erin Kavenaugh
- 2006 : Justice : Eva Moore
- 2006-2007 : Gilmore Girls : Lucy
- 2006-2007 : Pour le meilleur et le pire ('Til Death) : Allison Stark
- 2007 : Big Day : Ellen
- 2009 : Gossip Girl : Carol Rhodes jeune
- 2009 : Woke Up Dead (en): Cassie
- 2009-2010 : Breaking Bad : Jane Margolis
- 2010 : Gravity : Lilly
- 2011 : Love Bites : Cassie
- 2012 : Don't Trust the B---- in Apartment 23 : Chloé
- 2014 : Blacklist de Jon Bokenkamp : Rowan Mills
- 2015-2019 : Jessica Jones (Marvel's Jessica Jones) : Jessica Jones[4] (39 épisodes)
- 2017 : The Defenders (Marvel's The Defenders) : Jessica Jones (8 épisodes)
- 2019 : Bloodline : Apparition hallucinatoire de Daniel Reyburn alias Danny (saison 1)
- 2021 : The Coldest Case : Patti Harney (2 épisodes)
- 2023 : Love and Death : Sherry Cleckler (7 épisodes)
- 2023 : Orphan Black: Echoes : Lucy
- 2025 : Dexter: Resurrection : Mia Lapierre
- 2026 : Daredevil: Born Again : Jessica Jones[12] (saison 2)

#### Téléfilms
- 2005 : Pool Guys de Andy Cadiff : Amy
- 2006 : Inseparable de Pamela Fryman : Melinda
- 2007 : The Rich Inner Life of Penelope Cloud de Jeff Greenstein : Georgia
- 2013 : Assistance de Adam Bernstein : Nora Johnson
- 2014 : Mission Control de Don Scardino : Dr. Mary

### Clips musicaux
- 1999 : Waffle de Sevendust
- 2000 : Could I Have This Kiss Forever de Whitney Houston
- 2017 : Holding On de The War on Drugs

## Distinctions
| Année | Distinction                       | Catégorie                                                        | Série                                      | Résultat   |
| ----- | --------------------------------- | ---------------------------------------------------------------- | ------------------------------------------ | ---------- |
| 2012  | Teen Choice Awards                | Meilleur méchant/méchante                                        | Don't Trust the B---- in Apartment 23      | Nomination |
| 2015  | TVLine's Performer of the Week    | Meilleure performance                                            | Jessica Jones (pour AKA Vous avez gagné !) | Lauréat    |
| 2016  | Critics' Choice Television Awards | Meilleure actrice dans une série télévisée dramatique            | Jessica Jones                              | Nomination |
| 2016  | Dorian Awards                     | Performance de l'année dans une série télévisée pour une actrice | Jessica Jones                              | Nomination |
| 2016  | Glamour Awards                    | Meilleure actrice dans une série télévisée internationale        | Jessica Jones                              | Lauréat    |
| 2016  | Saturn Awards                     | Meilleure actrice de télévision                                  | Jessica Jones                              | Nomination |
| 2016  | Webby Awards                      | Meilleure actrice                                                | Jessica Jones                              | Lauréat    |